# 정우중학교
정우중학교(淨雨中學校)는 대한민국 전북특별자치도 정읍시 정우면 수금리에 있는 공립 중학교이다.

## 학교 연혁
- 1978년 12월 29일 : 정우중학교 설립인가(9학급)
- 1979년 5월 15일 : 정우중학교 개교
- 2002년 3월 1일 : 3학급 편성
- 2022년 3월 1일 : 제17대 김기철 교장 부임
- 2024년 1월 4일 : 제42회 4명 졸업(총 3,041명 졸업)

## 참고 자료
- 정우중학교 - 한국교육학술정보원 학교알리미